# 야누시 파브워프스키 (유도 선수)
야누시 파브워프스키(폴란드어: Janusz Pawłowski, 1959년 7월 20일~)는 폴란드의 유도 선수, 지도자이다. 그는 1980년 하계 올림픽에서 남자 하프라이트급  동메달, 1988년 하계 올림픽에서 남자 하프라이트급 은메달을 획득했다. 또한 세계 선수권 대회와 유럽 선수권 대회에서 각각 동메달 3개를 획득했다.